# Дома 1077 км
Дома 1077 км (рос. Дома 1077 км) — починок в Малопургинському районі Удмуртії, Росія.
В починку знаходиться залізнична платформа Гожня.

## Населення
Населення — 39 осіб (2010; 42 в 2002).
Національний склад станом на 2002 рік:
- удмурти — 100 %